# Jacques Renard (résistant)
Pour les articles homonymes, voir Jacques Renard et Renard (homonymie).
Cet article concerne le compagnon de la Libération des Forces françaises de l'intérieur. Pour le compagnon de la Libération des Forces françaises libres, voir Jacques Renard (militaire).
Jacques Renard, né le 16 avril 1914 à Saint-Léger-de-Fougeret (Nièvre) et mort le 15 août 1944 à Nice (Alpes-Maritimes), est un résistant français, compagnon de la Libération. Ingénieur de formation, mobilisé au début de la Seconde Guerre mondiale il est démobilisé à l'issue de la bataille de France. Désireux de poursuivre la lutte, il s'engage dans la résistance et occupe d'importantes fonctions au sein des mouvements Libération-Sud, MUR et Armée secrète avant d'être arrêté par la Gestapo et fusillé.

## Biographie

### Jeunesse et engagement
Enfant d'un couple d'instituteurs, Jacques Renard naît le 16 avril 1914 à Saint-Léger-de-Fougeret dans la Nièvre. Peu de temps après sa naissance, son père, sergent au 285e régiment d'infanterie, est tué en Alsace dans les premières semaines de la Première Guerre mondiale,. Pupille de la Nation, il étudie au lycée Jules Renard de Nevers et obtient son baccalauréat avant de partir pour Dijon où il prépare les concours des hautes écoles. Après avoir fait son service militaire dans la marine, il est reçu à l'École centrale Paris où il obtient un diplôme d'ingénieur (Promotion 1937).

### Seconde Guerre mondiale
Lors de la déclaration de la Seconde Guerre mondiale en septembre 1939, Jacques Renard est mobilisé dans la marine comme officier de réserve. Il n'est cependant pas affecté en mer mais à Paris où il participe à la défense antiaérienne. Il fait un cours passage à Dunkerque en mai 1940 comme chef d'une batterie de DCA avant de revenir dans la capitale. Il est décoré de la Croix de guerre après avoir sauvé une grande quantité de munitions alors qu'il subissait un bombardement ennemi. Après l'armistice du 22 juin 1940, il est démobilisé avec le grade d'Enseigne de vaisseau de 2e classe.
De 1940 à 1941, il travaille à la réfection des ponts détruits dans la Marne avant de retrouver Paris où il est chargé de l'électrification d'une voie de chemin de fer. Supportant mal l'occupation allemande, il s'engage dans la résistance en 1942 au sein du mouvement Libération-Sud. Affecté à Toulouse, il y est adjoint au chef régional de Libération-Sud et un des responsables de l'armée secrète locale. En octobre 1943, il est promu Enseigne de vaisseau de 1re classe par équivalence de grade. Responsable de nombreuses actions de sabotages, notamment contre une usine d'aviation et une ligne de chemin de fer, il est repéré par la gestapo et doit changer de région. Installé à Marseille, il est nommé délégué régional du mouvement Libération et responsable régional de l'action immédiate des mouvements unis de la Résistance (MUR). En février 1944, il entre dans le directoire régional des MUR et est chargé de l'organisation de l'action immédiate pour toute la zone sud-est. Le 16 juillet 1944, après l'arrestation de Robert Rossi, il est nommé chef régional des FFI pour la région R.2. Il est cependant arrêté à son tour à Nice le 28 juillet 1944.
Le 15 août 1944, Jacques Renard et 24 autres personnes sont fusillées à Nice, dans le quartier de l'Ariane. Il est inhumé au carré militaire no 60 du cimetière communal de Caucade à Nice. Il a été reconnu Mort pour la France. 

## Décorations
- Chevalier de la Légion d'honneur
- Compagnon de la Libération
- Croix de guerre 1939–1945

## Hommages
- Son nom est inscrit sur le monument aux morts de Saint-Léger-de-Fougeret[7].
- À Nevers, son nom figure sur le monument commémoratif des compagnons de la Libération nivernais ainsi que sur une plaque commémoratives des professeurs et élèves du lycée Jules Renard disparus pendant la guerre[8],[9].
- Il est cité dans le livre d'or des Morts pour la France de l'école centrale[10].
- À Nice, sur les lieux de son exécution, son nom figure sur une plaque commémorative[11].